# Frederick Broome

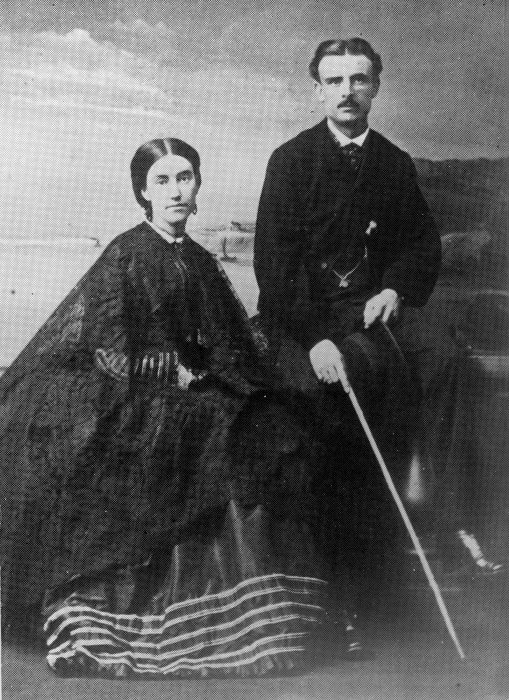
Broome mit seiner Ehefrau Mary Anne Barker (um 1866)

Sir Frederick Napier Broome KCMG (* 18. November 1842 in Kanada; † 26. November 1896 in London, England) war ein britischer Kolonialadministrator.

## Biografie
Broome war Administrator in der britischen Kolonialverwaltung und war vom 31. Dezember 1878 bis zum 4. April 1879 erstmals kommissarischer Gouverneur von Mauritius und übte das Amt des Gouverneurs als Nachfolger von George Ferguson Bowen zwischen dem 9. Dezember 1880 und dem 5. Mai 1883 aus.
Im Anschluss wurde er am 2. Juni 1883 Gouverneur von Western Australia und hatte diese Position mehr als sechs Jahre bis zum 21. Dezember 1889 inne. Während dieser Zeit wurde ihm am 24. Mai 1884 die persönliche Adelswürde als Knight Commander des Order of St. Michael and St. George verliehen, so dass er sich fortan Sir nennen durfte.
Zuletzt war er ab dem 19. August 1891 Gouverneur der zwei Jahre zuvor aus den zuvor administrativ getrennten Inseln Trinidad und Tobago gebildeten Kolonie Trinidad und Tobago. Während seiner Amtszeit wurde dort die Elektrizität und in der Folge die erste elektrisch betriebene Straßenbahn eingeführt. Broome starb unmittelbar nach dem Ende seiner Amtszeit in London. Sein Grab befindet sich auf dem Highgate Cemetery.
Broome war von 1865 bis zu seinem Tod mit der Schriftstellerin Mary Anne Barker verheiratet.